# Epitausa flagrans
Epitausa flagrans är en fjärilsart som beskrevs av Walker 1869. Epitausa flagrans ingår i släktet Epitausa och familjen nattflyn. Inga underarter finns listade i Catalogue of Life.